# Marne (Holstein)
Marne er en kommune og administrationsby i det nordlige Tyskland, beliggende i Amt Marne-Nordsee i den sydvestlige del af Kreis Dithmarschen. Kreis Dithmarschen ligger i den sydvestlige del af delstaten Slesvig-Holsten.

## Geografi
Marne er centrum i den sydlige del af Ditmarskens marsklandskab.

### Nabokommuner
Nabokommuner er (med uret fra nord) kommunerne Helse, Volsemenhusen, Diekhusen-Fahrstedt, Neufeld og Marnerdeich (alle i Kreis Dithmarschen).
- Bryggeriet Hintz
- Apoteket Sonnen-Apotheke (grundlagt 1755)